# Geert Hoste
Geert Hoste (Brugge, 1 juli 1960) is een Vlaamse stand-upcomedian en sinds 1993 een van de succesvolste performers van Vlaanderen. Meer dan een kwarteeuw bracht hij jaarlijks een druk bekeken en veel besproken eindejaarsconference op televisie. Hij leerde Vlaanderen wat stand-up. Hij inspireerde een hele generatie opvolgers en ontving daarvoor in 2025 een Lifetime Achievement Award Al zijn theaterprogramma's zijn op televisie en/of radio uitgezonden en werden jaarlijks herhaald. Jaarlijks lokte hij 60.000 toeschouwers naar de grootste theaters van het land. Volgens de VRT-studiedienst keken ieder jaar 3,2 miljoen verschillende Vlamingen naar zijn programma's. Acht van zijn voorstellingen staan in de top 100 van de best bekeken Vlaamse televisie-uitzendingen aller tijden.
Na 25 jaar touren met zijn eindejaarsconferences besloot Hoste in 2016 dat het genoeg was. Sindsdien leidt hij een teruggetrokken leven en zet hij zich in voor de Mensenrechten en de vrije meningsuiting. Zo voerde hij in België een eenmanscampagne rond de oprichting van een Nationaal Mensenrechteninstituut in België. Een campagne die in 2019 succesvol werd afgerond toen de wet gestemd werd in het federaal parlement. In mei 2024 werd hij verkozen tot plaatsvervangend lid van de Raad van bestuur van het Federaal Mensenrechteninstituut.
De cabaretier is al meer dan twintig jaar ambassadeur van Amnesty International Vlaanderen en mensenrechtenpromotor. Hij was het gezicht voor de vrije meningsuiting en voerde actie voor de vrijlating van buitenlandse collega’s en journalisten.
Hij evolueerde van stand-upcomedian naar onemanshow die heel minutieus werden uitgewerkt en vormgegeven. De stijl is de conference. Van 1991 tot 2016 zond VRT (BRT-BRTN) elk jaar op 1 januari zijn nieuwjaarsconference uit. In 2016 besloot Hoste om niet meer op te treden en zich in te zetten voor de Mensenrechten.

## Biografie
Hij studeerde aan het Gentse Sint-Barbaracollege en studeerde rechten aan de universiteit van Gent. Om die studie te betalen begon hij in 1978 als mimespeler op te treden op straat. Hij vervolledigde zijn act met opleidingen klassiek ballet in Gent en Parijs en flamenco in Spanje. Al snel werd zijn mime door lokale journalisten opgemerkt en trad hij op tijdens festivals in heel Europa, in Washington, Moskou en Bombay.
Na de première van zijn mimesolo Vlaas is Zot in 1983 werd Hoste benaderd door de BRT met het verzoek om mee te werken aan een nieuwe kinderserie. Samen met Nele Verschelden en Jan 'Waldo' Verroken jr. maakt hij Liegebeest.
In de jaren 90 maakte Geert Hoste bekroonde programma's voor Radio 1, Radio 2 en Radio Donna en in Duitsland voor WDR. Voor het Radio 2-programma Golfbreker speelde hij het typetje 'Reginald', een strandanimator aan de kust. Hij nam ook enkele singletjes op onder deze naam.

### Eindejaarsconference
Sinds 1993 maakt Hoste elk najaar een theaterprogramma rond de actualiteit van dat jaar, bedoeld als eindejaarsconference. Dit programma wordt traditiegetrouw op 1 januari uitgezonden op de Vlaamse openbare omroep. Op 1 januari 2009 keken 1,7 miljoen kijkers na een item in het journaal op de VRT én NOS hoe onder andere Prins Laurent en Prinses Claire lachen met de conference. Het absolute recordcijfer haalde de conference op 1 januari 2013 met 1.720.190 kijkers voor Geert Hoste XX.
Zijn conference wordt ook op de radio uitgezonden door Radio 2. Zijn tv-programma's worden jaarlijks door alle zenders met veel succes herhaald.
Op 1 september 2009 waren de bijna 70.000 tickets voor de voorstelling Geert Hoste Beslist op een halve dag de deur uit, wat voor Vlaanderen zowat een record is. De Standaard/Het Nieuwsblad kopte 'Geert Hoste doet beter dan Madonna'
Tijdens de verkiezingen van 13 juni 2010 gaf Geert Hoste als eerste een conference op Twitter.
De voorstellingen van Geert Hoste worden georganiseerd in samenwerking met Amnesty International Vlaanderen.

### Overig werk
Geert Hoste heeft sinds 2001 een wekelijkse column in het Vlaamse weekblad Dag Allemaal.
Geert Hoste is ambassadeur van Amnesty International Vlaanderen.
Geert Hoste is plaatsvervangend lid van de Raad van bestuur van het Federaal Mensenrechteninstituut.
Geert Hoste is medeoprichter van Uitgeverij Vrijdag.
Geert Hoste is bestuurder van WP Hotels en Events (Het Witte Paard Theater en Colisée Theater & 7 Hotels).
Geert Hoste startte in 2004 het jaarlijkse draaiorgelfestival en het Belgische Kampioenschap Draaiorgel draagt zijn naam.

### Privéleven
Geert Hoste laat zich zelden interviewen en er is zeer weinig over zijn privéleven bekend. Hij is gehuwd met illustrator en schrijfster Veronique Puts. Zijn enige nicht Betty Hoste is gehuwd met de Vlaamse Minister-president Geert Bourgeois (NVA). In tegenstelling tot wat vaak gedacht wordt, is hij slechts in de zevende graad verwant met Phaedra Hoste (Augustin Hoste, landbouwer einde de jaren 1800, was Geerts overgrootvader en Phaedra's betovergrootvader).

## Stijl
Hoste staat al jaren bekend vanwege zijn humor rond de actualiteit. De theatershows die hij elk jaar uitbrengt en traditiegetrouw met Nieuwjaarsdag op televisie worden uitgezonden zijn opgezet als een soort van eindejaarsoverzicht. Daarbij maakt hij grappen over de Belgische en internationale politiek, rond het Vlaamse medianieuws van dat jaar en het koningshuis.
Hoste was de eerste Vlaamse komiek die stand-upcomedy bracht: conferences waar slechts zelden muziek of andere theatervormen aanwezig zijn. In zijn onemanshows maakt hij ook gebruik van mime en pantomime. De voorbije jaren schreef hij een paar liedjes voor zijn theaterprogramma die door Miguel Wiels op muziek werden gezet.

## Prijzen
- Hoste won diverse prijzen, waaronder de EBU Grand Prix de la radio in Monaco en de prijs van de radiokritiek in 1990.
- Hij werd in 2014 ook bekroond met de Muze van Sabam[5]
- In 2019 ontving hij de Nationale Humorprijs uit handen van Patrick Dewael, voormalig minister van Cultuur[6]
- In 2025, tijdens de eerste editie van de Gouden Jefkes, kreeg Geert Hoste (64) de Lifetime Achievement Award voor zijn “blijvende impact op de sector”.[7][8]

## Trivia
- Geert Hoste stond mee aan de basis van Het Liegebeest
- Hij nam in 1987 deel aan de woestijnrally Parijs-Dakar.
- Hij had een cameo in het Kiekeboealbum 99 Plus, waar hij onder de naam 'Heert Goste' rondloopt.[9]
- CNN International vroeg hem op 17 februari 2011 om live de toestand in België van commentaar te voorzien.
- De dvd van Geert Hoste Kookt is goed voor zes keer platina voor meer dan 190.000 exemplaren.
- Van Geert Hoste staan tien verschillende programma's in de kijkcijfertop-100 aller tijden.
- Uit onderzoek van de Studiedienst van de VRT bleek dat jaarlijks 3,2 miljoen Vlamingen minimaal 10 minuten naar Geert Hoste keken.
- Hij was ambassadeur van Rode Kruis -Vlaanderen
- Hij is ambassadeur van Amnesty International Vlaanderen
- Hij was ambassadeur van Vogelbescherming Vlaanderen
- Hij was brand ambassador van Mercedes-Benz
- 't Hof van Commerce en Filip Kowlier noemen Geert Hoste (radiotypetje Reginald/zeg maar Regi) 'de godfather van de West-Vlaamse hiphop'
- Op 1 april 2008 maakte hij een speciale humor-editie van de krant Gazet van Antwerpen.
- Hij speelde 'Boer' in de eerste Samson en Gert-film Hotel op stelten.
- Hij speelde in 2010 in de Nederlandse versie van de musical Chicago de rol van Billy Flynn.

## Theaterprogramma's
- 1987 Geert Hoste stand-upcomedy
- 1990 Geert Hoste Vers lach
- 1992 Geert Hoste Live witte affiche
- 1993 Geert Hoste Live zwarte affiche
- 1994 Geert Hoste Koning
- 1995 Geert Hoste Alleen
- 1996 Geert Hoste Spreekt
- 1997 Geert Hoste JA!
- 1998 Geert Hoste 3000
- 1999 Geert Hoste Sterk
- 2000 Geert Hoste Verdorie
- 2001 Geert Hoste Dwars
- 2002 Geert Hoste Puur en Onversneden
- 2003 Geert Hoste Hard
- 2004 Geert Hoste Patat
- 2005 Geert Hoste Staat
- 2006 Geert Hoste Staat Verder
- 2007 Geert Hoste Houdt Woord
- 2008 Geert Hoste Regeert
- 2009 Geert Hoste Beslist
- 2010 Geert Hoste Vulkaan
- 2011 Geert Hoste Kookt
- 2012 Geert Hoste XX
- 2013 Geert Hoste King
- 2014 Geert Hoste Lol
- 2015 Geert Hoste JUMP

## Televisieprogramma's
- Sinds 1 januari 1994 zendt de openbare omroep onafgebroken ieder jaar zijn nieuwjaarsconference uit.
- 1993 Sla je Slag (spelprogramma)
- 1997 Geert Hoste Toerist (serie)
- 1998 O dierbaar België (docu-comedyserie, 13×)
- 1999 Geert Hoste Redt het land (docu-comedyserie, 6×)
- 2000 Geert Hoste en de lachende neger (docu-comedyserie, 6×)
- 2001 Geert Hoste Histories (docu-comedyserie, 6×)
- 2002 De leukste eeuw van Geert Hoste (10×)
- 2003 Geert Hoste en de Modelstaat (magazine 6×)
- 2003 Geert Hoste Eén man, Eén stem (verkiezingsconference)
- 2003 Geert Hoste staat model (10×)
- 2004 Geert Hoste en het jaar van de Aap (10×)
- 2005 Geert Hoste en het jaar van de Haan (10×)
- 2006 Geert Hoste Compleet (12×)
- 2006 Geert Hoste en het jaar van de Hond (12×)
- 2007 Geert Hoste Compleet (12×)
- 2007 Geert Hoste en het jaar van het Zwijn (10×)
- 2008 Geert Hoste Compleet (12×)
- 2008 Geert Hoste en het jaar van de Geit (7×)
- 2009 Geert Hoste Verzameld (12×)
- 2009 Geert Hoste en het jaar van de Buffel (7×)
- 2010 Geert Hoste Compleet (12×)
- 2010 Geert Hoste en het jaar van de Tijger (7×)
- 2011 Geert Hoste Compleet (13×)
- 2011 Geert Hoste en De Lopende Zaken (7×)
- 2012 Geert Hoste Deluxe (13×)
- 2012 Geert Hoste in Wonderland (7×)
- 2013 Geert Hoste in het nieuwe Koninkrijk
- 2014 Geert Hoste in een land vol vlaggen
- 2015 Geert Hoste waakt over het land[10]
- 2016 Geert Hoste redt het land (7×)

## Boeken
- 1998 Geert Hoste Schrijft
- 1999 Geert Hoste 365
- 2000 Geert Hoste Goud
- 2001 Geert Hoste Peper
- 2002 Geert Hoste Heerlijk
- 2003 Geert Hoste Hofleverancier
- 2003 Geert Hoste Blond
- 2004 Geert Hoste Daarover
- 2005 Geert Hoste Kroket
- 2006 Geert Hoste Wel
- 2007 Geert Hoste Graag
- 2008 Geert Hoste Zogezegd
- 2010 Geert Hoste Naar De Letter
- 2011 Geert Hoste Lijnscherp 50 jaar cartoonfestival Knokke-Heist
- 2012 Geert Hoste 20 jaar op 1
- 2013 Geert Hoste Oren Wassen
- 2016 Geert Hoste Lachkalender 2017
- 2017 Geert Hoste Lachkalender 2018
- 2018 Onder de maan langs de lange rivier
- 2019 Laat mij jou het verhaal vertellen
- 2021 Pizza en Taart met Geert Hoste (grafieken)